# An Elephant on His Hands (film 1913)
An Elephant on His Hands è un cortometraggio muto diretto da Al Christie.

## Produzione
Il film fu prodotto dalla Nestor Film Company.

## Distribuzione
Distribuito dall'Universal Film Manufacturing Company, il film - un cortometraggio di una bobina - uscì nelle sale cinematografiche statunitensi il 21 novembre 1913.
Non si conoscono copie ancora esistenti della pellicola che viene considerata presumibilmente perduta.